# Agrilus myops
Agrilus myops es una especie de insecto del género Agrilus, familia Buprestidae y orden Coleoptera.
Fue descrita científicamente por Curletti, en 1998.